# Beperkt houdbaar
Beperkt houdbaar is een documentaire van Sunny Bergman over het schoonheidsideaal waaraan veel vrouwen wensen te voldoen en de "beeldvorming van vrouwelijkheid", zoals de regisseur het zelf noemde.
Veel vrouwen worden geconfronteerd met een jong, slank en strak schoonheidsideaal en maken zich er zorgen over dat ze niet aan dat ideaal kunnen voldoen. Bergman vraagt zich af in wiens belang deze zorgen van haar en andere vrouwen zijn en wat er op het spel staat. In deze film zoekt Bergman naar de oorzaak, de effecten en ten slotte mogelijke oplossingen voor deze problematiek.

## Vervolg
Op 6 september 2007 herhaalde de omroeporganisatie VPRO haar documentaire Beperkt Houdbaar. Aansluitend was het vervolg te zien, getiteld Na beperkt houdbaar. Bergman bepleitte daarin dat bladen met een logo zouden moeten aangeven wanneer zij foto’s ingrijpend veranderen.

## Photoshopvrij
In haar film heeft Bergman kritiek op de Nederlandse tijdschriften die allemaal het programma Photoshop gebruiken. Met Photoshop is het mogelijk foto's dermate aan te passen dat het er zeer overtuigend en mooi uitziet terwijl het niet overeenkomt met de werkelijkheid. Door alle rimpels, lijnen en andere oneffenheden te verbloemen, kleuren toe te voegen, tailles te 'verslanken' en borsten en heupen digitaal te verbreden dragen zij er volgens Bergman aan bij dat er een onrealistisch schoonheidsideaal ontstaat.
In september 2007 doen een aantal bladen mee aan haar ‘Photoshopvrij’-actie van documentairemaakster Sunny Bergman. Of foto's wel of niet bewerkt zijn is dan te zien aan een logo. De betrokken bladen zijn: Viva, Marie-Claire, Yes, Top Santé, Psychologie Magazine en Opzij.

##### Kritiek op Photoshopvrij-label
Photoshop wordt ook voor vele niet-cosmetische beeldaanpassingen gebruikt, zoals beelden vrijstaand maken van een achtergrond, meubels omkleuren als deze niet in de geschikte kleur aanwezig zijn voor fotografie en het corrigeren van lensvervorming. Het Photoshopvrij-label is daarmee gekleurd en eenkennig manipulatief in zijn naamgeving. Bergman kreeg deze kritiek ook in interviews, maar haar boodschap draaide uiteraard om de cosmetische aanpassingen die met het programma uitgevoerd werden op de foto's.

## Receptie
De film is omstreden, maar het succes ervan leidde tot de doorbraak van Sunny Bergman. Het succes valt deels toe te schrijven aan de zeer persoonlijke stijl: ze liet zich in beeld 'in haar eigen doos kijken' (zoals ze het zelf uitdrukte) en uitleggen wat daaraan zou moeten gebeuren à raison van vele duizenden dollars. De cosmetisch chirurg in Los Angeles legde daarna met plezier uit hoe snel hij hiervan rijk werd.
De vrij korte en simpele behandeling van een onderwerp waar een groter publiek interesse voor heeft is een van de grootste kritiekpunten. Wat ook meespeelt is de bereikbaarheid: de film is op veel plaatsen op het internet gratis te bekijken.

### Kijkcijfers
Naar de uitzending van Beperkt Houdbaar bij Holland Doc 24 op 8 maart 2007 hebben 411.000 mensen gekeken. Daarnaast hebben t/m 21 maart 2007 bijna 80.000 mensen de documentaire online bekeken via Hollanddoc of Uitzending gemist.

### Beoordelingen op filmsites
- IMDb: 7,4/10[2]
- MovieMeter : 3,09/5[4]